# Walter Schurig
Walter Schurig (* 17. September 1897 in Chemnitz; † 18. Januar 1973 in Stollberg) war ein deutscher Kunstpädagoge, Maler, Grafiker, Heimat- und Denkmalpfleger.

## Leben und Werk
Schurig war der Sohn des Chemnitzer Volksschullehrers Heinrich Oskar Schurig. Er absolvierte in Chemnitz die Höhere Knabenschule und das Realgymnasium. Nach der Obersekundareife ging er an das Lehrerseminar Frankenberg, um ebenfalls Volksschullehrer zu werden. 1917/18 musste er die Ausbildung unterbrechen, um als Feldartillerist am Ersten Weltkrieg teilzunehmen. Nach Kriegsende setzte er das Studium bis zum Abschluss 1919 fort. Danach arbeitete er von 1920 bis 1922 an Chemnitzer Schulen als Hilfslehrer. Daneben nahm er Unterricht bei Martha Schrag. Von 1923 bis 1925 studierte er an der Staatlichen Akademie für Kunstgewerbe Dresden mit dem Abschluss als akademisch gebildeter Zeichenlehrer für höhere Schulen. Danach arbeitete er bis 1929 als Kunsterzieher mit dem Titel eines Oberlehrers an der Deutschen Oberschule Dresden-Plauen und ab 1929 an der neunstufigen Deutschen Oberschule in Stollberg. Dort war er der Nachfolger von Alfred Hofmann-Stollberg. Einer seiner Schüler war der spätere Pädagoge und DDR-Kulturpolitiker Horst Rößler.
Schurig wurde dann zur Wehrmacht eingezogen und nahm am Zweiten Weltkrieg teil. Nach seiner Entlassung aus dem US-amerikanischen Kriegsgefangenenlager Bad Kreuznach arbeitete er in Stollberg als freischaffender Künstler und Leiter von Kunstzirkeln. Einer seiner Schüler war Jürgen Wittdorf. Von 1953 bis zum Eintritt in die Altersrente war Schurig in Stollberg wieder als Lehrer am heutigen Carl-von-Bach-Gymnasium tätig.

### Schurig als Maler und Grafiker
Schurig betätigte sich neben seiner beruflichen Tätigkeit intensiv als Grafiker und Maler und beteiligte sich an Ausstellungen. Er schuf Ölgemälde, Kohle- und Bleistiftzeichnungen, vor allem aber expressive Holz- und Linolschnitte mit Motiven aus Stollberg und dem Erzgebirge und seinem Volksleben. Diese Werke lassen motivisch und stilistisch den prägenden Einfluss Martha Schrags erkennen.
Dabei fand seine herbe, zuweilen derbe kritische, zuweilen an Heinrich Zille erinnernde Menschendarstellung in der DDR nicht immer Anklang. Sein 1949 für das Heimatfest in Oelsnitz als Auftragsarbeit entworfenes Plakat zeigte zwei verschmutzte und durch den Kohlenstaub und die harte Arbeit unter Tage gezeichnete Kohlekumpel. Das wurde von der Oelsnitzer Stadtverwaltung und den Funktionären der Kohleschächte verworfen, weil es völlig aus dem Rahmen der damals üblichen Plakatkunst fiel. Schurigs neuer Entwurf zeigte dann eine Kumpelgestalt mit Abbauhammer und in heldischer Pose.

### Schurig als Denkmal- und Heimatpfleger
Schurig nahm in der DDR als Mitglied des Kulturbunds engagiert am kulturellen Leben teil, insbesondere in der Heimat- und Denkmalpflege. Als ehrenamtlicher Kreisdenkmalpfleger des Kreises Stollberg setzte er sich mit großem Aufwand für den Erhalt sakraler Bau- und Kunstwerke und urbaner und ländlicher Fachwerkbauten ein. Das betraf u. a. in Stollberg die Marienkirche, das Carl-von-Bach-Haus von 1810, die Sicherung des Bach-Nachlasses und das Haus des Malermeisters Ernst König am Schlossberg 15, in Dorfchemnitz die Knochenstampfe, in Brünlos die alte Dorfschmiede sowie in Lugau den Glockenturm bei der Kreuzkirche. Nicht alle Bemühungen Schurigs waren von Erfolg gekrönt. So scheiterte er z. B. mit dem Versuch, in Stollberg ein Heimatmuseum zu etablieren.
In Stollberg organisierte Schurig eine Ausstellung über das Stollberger Zinngießerhandwerk. Er schrieb mehrere fundierte volkskundliche Beiträge für die vom Kulturbund herausgegebene Monatsschrift Der Heimatfreund für das Erzgebirge, die späteren Erzgebirgischen Heimatblätter.

## Werke (Auswahl)
- Blumenstillleben mit Rittersporn (Öl, 66 × 55 cm)[1]

## Ausstellungen (mutmaßlich unvollständig)
- 1947: Stollberg, Rathaus („Bildende Kunst im Kreise Stollberg“)

- 1948: Freiberg, Stadt- und Bergbaumuseum („3. Ausstellung Erzgebirgischer Künstler“)[2]
- postum 2022/2023: Stollberg, Carl-von-Bach-Gymnasium und Stadtbibliothek („Miniaturen und Anekdoten“, zum 125. Geburtstag)[3]

## Weblink
- https://www.stollberg-erzgebirge.de/wp-content/uploads/2024/03/7253777-schurigwalther.pdf